# Grupa galaktyk Maffei
Grupa galaktyk Maffei (określana również jako Grupa galaktyk IC 342) – najbliższa grupa galaktyk w stosunku do Grupy Lokalnej. Obszarem obejmuje gwiazdozbiory Żyrafy, Kasjopei oraz Perseusza. W skład tej grupy wchodzą 24 główne galaktyki, z których najjaśniejsze to IC 342 oraz Maffei I. W przeszłości Grupa Maffei wraz z Grupą Lokalną oraz Grupą w Rzeźbiarzu mogły tworzyć jedną gromadę galaktyk. Grupa galaktyk Maffei jest jedną z wielu grup należących do Supergromady Lokalnej.

## Galaktyki należące do grupy Maffei
| Nazwa            | Typ       | Rektascensja (J2000) | Deklinacja (J2000) | Prędkość radialna (km/s) | Wielkość gwiazdowa |
| ---------------- | --------- | -------------------- | ------------------ | ------------------------ | ------------------ |
| Camelopardalis A | Irr       | 04h 26m 16,3s        | +72° 48′ 21″       | -46 ± 1                  | 14,8               |
| Camelopardalis B | Irr       | 04h 53m 07,1s        | +67° 05′ 57″       | 77                       | 16,1               |
| Cassiopeia 1     | dIrr      | 02h 06m 02,8s        | +68° 59′ 59″       | 35                       | 16,4               |
| IC 342           | SAB(rs)cd | 03h 46m 48,5s        | +68° 05′ 46″       | 31 ± 3                   | 9,1                |
| KK 35            | Irr       | 03h 45m 12,6s        | +67° 51′ 51″       | 105 ± 1                  | 17,2               |
| NGC 1560         | SA(s)d    | 04h 32m 49,1s        | +71° 52′ 59″       | -36 ± 5                  | 12,2               |
| NGC 1569         | IBm       | 04h 30m 49,0s        | +64° 50′ 53″       | -104 ± 4                 | 11,9               |
| UGCA 86          | Im        | 03h 59m 50,5s        | +67° 08′ 37″       | 67 ± 4                   | 13,5               |
| UGCA 105         | Im        | 05h 14m 15,3s        | +62° 34′ 48″       | 111 ± 5                  | 13,9               |

| Nazwa       | Typ       | Rektascensja (J2000) | Deklinacja (J2000) | Prędkość radialna (km/s) | Wielkość gwiazdowa |
| ----------- | --------- | -------------------- | ------------------ | ------------------------ | ------------------ |
| Dwingeloo 1 | SB(s)cd   | 02h 56m 51,9s        | +58° 54′ 42″       | 110                      | 8,3                |
| Dwingeloo 2 | Im        | 02h 54m 08,5s        | +59° 00′ 19″       | 94 ± 1                   | 20,5               |
| KKH 11      | dE        | 02h 24m 34,2s        | +56° 00′ 43″       | 310                      | 16,2               |
| KKH 12      | Irr       | 02h 27m 26,9s        | +57° 29′ 16″       | 70                       | 17,8               |
| Maffei I    | S0 pec    | 02h 36m 35,4s        | +59° 39′ 19″       | 13 ± 22                  | 11,4               |
| Maffei II   | SAB(rs)bc | 02h 41m 55,1s        | +59° 36′ 15″       | -17 ± 5                  | 16,0               |
| MB 1        | SAB(s)d   | 02h 35m 36,5s        | +59° 22′ 43″       | 190 ± 1                  | 20,5               |
| MB 3        | dSph      | 02h 55m 42,7s        | +58° 51′ 37″       | 59 ± 1                   | 19,8               |

Dodatkowo do listy galaktyk podgrupy IC 342 można prawdopodobnie doliczyć Mailyan 16 (KKH 37), a do podgrupy Maffei 1 galaktykę KKH 6.